# Atbarah (rivier)
De Atbarah (Arabisch: عطبرة), ook Zwarte Nijl genoemd, is een rechter zijrivier van de Nijl in Ethiopië en Soedan. De ongeveer 805-kilometer lange rivier ontspringt in het Ethiopisch Hoogland in het zuidwestelijke Simiengebergte.
De bron van de rivier bevindt zich op ongeveer 50 kilometer ten noorden van het Tanameer en ongeveer 30 kilometer ten westen van de Ethiopische stad Gondar. Van hieruit stroomt de rivier overwegend in noordwestelijke richting naar Noord-Centraal Soedan en stroomt de Nijl in bij de gelijknamige stad Atbarah. De belangrijkste zijrivier is de Tekezé (Setit), die soms wordt gezien als de bovenloop van de Atbarah, daar deze een langer verloop heeft dan de hoofdloop tot het punt waar beiden samenvloeien (op 14°10'NB 36°OL) in het noordoosten van Soedan (de lengte is dan 1120 kilometer). Andere belangrijke zijrivieren zijn de Shinfa, die ten westen van het Tanameer ontspringt en de Angereb (Bahr as-Salam), die ten noorden van de stad Gondar ontspringt. De Atbarah zelf vormt de laatste zijrivier van de Nijl alvorens deze de Middellandse Zee bereikt.
Door de zomerregentijd is de stroom breder in de maanden juni tot augustus en stijgt het waterpeil tot 5 meter boven haar normale peil. Tijdens deze hoogwaterfase is de rivier bevaarbaar. Als gevolg van de karakteristieke klimatologische neerslagomstandigheden in het Ethiopisch Hoogland bereikt de Atbarah in augustus zijn maximale peil. De rivier vormt dan een barrière tussen de noordelijke en centrale districten van de Ethiopische regio Amhara.
De Atbarah voert ruim een vijfde van het totale volumestroom van de Nijl aan en ruim 10 miljoen ton donker suspensiemateriaal per jaar, waardoor ze haar bijnaam "Zwarte Rivier" heeft gekregen.
In de droge periode tussen januari en mei versmalt de Atbarah zich meestal tot een klein stroompje, dat alleen bestaat uit een aantal kleine vlakke meertjes en de Nijl dan niet bereikt.
De vroegst overgeleverde vermelding van de Atbarah is door Strabo (16.4.8), die de rivier de "Astaboras" noemde, hetgeen volgens Richard Pankhurst zou moeten worden vertaald als "Asta van de Bora's" of "Rivier van het Boravolk" en verwijst naar een aantal Romeinse zinspelingen naar een volk genaamd de Bora, die nabij Meroë leefden. Plinius de Oudere geeft een iets andere etymologie van Astaboras door te stellen dat "in de taal van de lokale bevolking" de naam "water komend vanuit de schaduwen beneden" betekent (N.H. 5.10).
In april 1898 werd de Slag aan de Atbara uitgevochten bij de rivier tussen troepen van het Britse Rijk en troepen van de Mahdi van Soedan, resulterend in een vernietigende nederlaag voor de laatsten. In 1964 werd de Atbarah in de benedenloop afgedamd bij Chasjm al-Qirba om irrigatie van de vaak droge omgeving mogelijk te maken.
- Bibliothèque nationale de France: cb155147700 (data)
- Virtual International Authority File: 8144648169326049250